# Montescudaio
Montescudaio est une commune de la province de Pise, dans la région Toscane, en Italie.

## Culture

### Lieux et monuments
- Église Santa Maria Assunta
- Église Santissima Annunziata
- Torre Guardiola
- Quartier de Poggiarello
- Villa Marchionneschi
- Villa Ridolfi

## Administration
| Période                                  | Période  | Identité           | Étiquette       | Qualité |
| ---------------------------------------- | -------- | ------------------ | --------------- | ------- |
| 14 juin 2004                             | En cours | Aurelio Pellegrini | Centro-Sinistra |         |
| Les données manquantes sont à compléter. |          |                    |                 |         |

### Hameaux
Casagiustri/Fiorino.

### Communes limitrophes
Cecina, Guardistallo, Montecatini Val Di Cecina,  Riparbella.